# 오토요정
오토요정(일본어: 大豊町)은 일본 고치현 나가오카군의 정이다.
2009년 기준으로 시코쿠 지방에서 유일하게 65세 이상 인구 비율이 50%를 넘는 '한계 자치체'이다. 2005년 시점의 노년 인구 비율은 50.8%이었다.

## 지리
시코쿠 산지의 중앙부, 요시노강의 중류에 위치한다.

### 인접한 자치체
- 고치현
  - 가미시
  - 나가오카군 모토야마정

- 에히메현
  - 시코쿠추오시

- 도쿠시마현
  - 미요시시

## 역사
- 1955년 3월 31일 - 4개 촌이 합병해 오토요촌이 되었다.
- 1972년 4월 1일 - 정으로 승격해 오토요정이 되었다.

## 교통

### 철도
- 시코쿠 여객철도 도산선

### 도로
- 고치 자동차도
- 국도 32호선
- 국도 439호선
- 국도 492호선